# Шампан-Ардени
Шампан-Ардени (на френски: Champagne-Ardenne) е регион в североизточна Франция до 2016 г., когато е присъединен към новосъздадения регион Гранд Ест. Главен град на региона е Шалон-ан-Шампан. Население – 1,342 млн. души.